# Asplenium fugax
Asplenium fugax är en svartbräkenväxtart som beskrevs av Christ. Asplenium fugax ingår i släktet Asplenium och familjen Aspleniaceae. Inga underarter finns listade.